# Петров, Владимир Ильич
Владимир Ильич Петров (9 октября 1943 — 1 августа 2011, Санкт-Петербург) — советский футболист, полузащитник.
Дебютировал в составе ленинградского «Динамо» в 1962 году, за два сезона в классе «А» сыграл 44 матча, забил четыре гола. В классе «Б» в 1964—1969 годах провёл 176 матчей, забил 19 голов. Играл в «Зарафшане» Навои (1970), новгородском «Электроне» (1971—1974). Параллельно — в чемпионате Ленинграда за «Светлану» (1970—1973). Старший тренер «Светланы» (1980).
Скончался в 2011 году в 67 лет. Похоронен на Северном кладбище Санкт-Петербурга.